# Quella pazza famiglia Fikus
Quella pazza famiglia Fikus (Fire Sale) è un film commedia del 1977 diretto e interpretato da Alan Arkin.
Caratterizzato da una costante atmosfera grottesca e di umorismo nero, tanto che il critico statunitense Leonard Maltin ha scherzosamente dato una censura "Bomba" al film.

## Trama
Quella pazza famiglia Fikus è la storia della famiglia Fikus, di origini ebraiche, alle prese con la difficile realtà moderna.
Quando papà Benny vede fallire l'attività, decide di dare fuoco al negozio così da ottenere denaro dall'assicurazione e risanare la gravosa situazione economica. Per attuare il terribile piano, Benny, decide di servirsi di Sherman, un uomo con problemi mentali in cura presso una clinica psichiatrica perché crede di essere ancora durante la seconda guerra mondiale.
Aiutando il pazzo Sherman a progettare una fuga dalla clinica, Benny lo convince che il suo negozio è il centro di un importante avamposto nazista e insieme studiando il diabolico piano.
Durante una tranquilla vacanza di famiglia, Benny ha un infarto, e accompagnato da sua moglie Marion per le cure, i loro figli Ezra e Russell sono costretti a prendere le redini del negozio per mandare avanti la famiglia.
Russell, molto intelligente, vuole dirigere da solo l'esercizio per prendere i soldi necessari al futuro matrimonio programmato con la sua compagna, ma scopre che il padre è in crisi economica e l'attività sta lentamente andando in bancarotta; l'unico modo per ricavare profitto sarebbe una fruttuosa polizza assicurativa sull'incendio trovata in magazzino.
Ezra, all'oscuro di tutto, vuole gestire personalmente il negozio per adottare Brooker T., un bambino afroamericano orfano di genitori che ha molte esigenze in campo sportivo, in quanto è una giovane promessa della pallacanestro e a soli sette anni ha già vinto due trofei.
I due figli si accordano e Russell incassa la polizza, dividendo gli scarsi incassi con il fratello Ezra acquistando più merce possibile.
Intanto, Benny viene rilasciato dall'ospedale in stato di coma causato dall'infarto. La moglie Marion, convinta che non ci sia possibilità di ritorno alla normalità, chiama in casa dei decoratori per ristrutturarla e dipingerla completamente.
Sempre Marion, infine, cambia idea sul piano di risanamento, e inizia a contattare le onoranze funebri per preparare l'addio al marito.
Ma la situazione degenera nell'imprevisto: Benny si risveglia dal coma e, rammentando della fuga di Sherman, allarma Russell di prendere i moduli della polizza assicurativa prima che il pazzo bruci il negozio.
Così, se Marion ed Ezra sono all'oscuro di tutto e vanno a vedere le partite del giovane Booker T., Benny e Russell tentano di scovare Sherman con ogni mezzo necessario prima che distrugga il negozio.